# جي إل كار
جيمس جوزيف لويد كار (بالإنجليزية: James Joseph Lioyd Carr)‏ (ولد في كارلتون مينيوت في نورث يوكشاير في20 مايو 1912 – ومات في كيترنغ في نورث هامبتونشاير في 26 فبراير 1994) هو روائي وناشر إنجليزي.

## قيمته
كان أحد أكثر الروائيين الإنجليز تميزاً في فترة ما بعد الحرب. وكان نجاحه غير اعتيادي وكافح في تحقيقه، فقد نشر أولى رواياته في سن متأخر في الخمسينات من عمره. ولم يتعاقد مع ناشر منتظم، بل كان ينشر بشركته الصغيرة الخاصة للنشر.

## أعماله
من رواياته:
- يوم في الصيف 1963.
- موسم في سينجي 1967.
- تقرير هاربول 1972
- كيف فاز فريق ستيبل سيندرباي واندررز بكأس الاتحاد الإنجليزي 1975
- شهر في الريف 1980
- معركة تقاطع بولوكس 1985
- ماذا فعلت هيتي 1988
- دار نشر هاربول وفوكسبيرو العامة 1992

## روابط خارجية
- جي إل كار على موقع IMDb (الإنجليزية)